# Gustavo Henrique (ur. 1993)
Gustavo Henrique Vernes (ur. 24 marca 1993 w São Paulo) – brazylijski piłkarz występujący na pozycji środkowego obrońcy, od 2024 roku zawodnik Corinthians.